# Tetrastigma planicaule
Espèce
Classification APG III (2009)
Tetrastigma planicaule est une espèce de plantes de la famille des Vitaceae décrit pour la première fois par Joseph Dalton Hooker, et nommé sous son appellation actuelle par François Gagnepain. Tetrastigma planicaule fait partie du genre Tetrastigma et de la famille des plants de vigne,. Aucune sous-espèce n'est répertoriée dans le catalogue de la vie.